# Astragalus freynii
Astragalus freynii är en ärtväxtart som beskrevs av Nicholas Michailovitj Albov. Astragalus freynii ingår i släktet vedlar, och familjen ärtväxter. Inga underarter finns listade i Catalogue of Life.